# Myittana dohertyi
Myittana dohertyi är en insektsart som beskrevs av William Lucas Distant 1908. Myittana dohertyi ingår i släktet Myittana och familjen dvärgstritar. Inga underarter finns listade i Catalogue of Life.